# Kaszkád
A kaszkád a magyar nyelvben francia-olasz eredetű szó (franciául: cascade, olaszul: cascata).

## A kertkultúrában

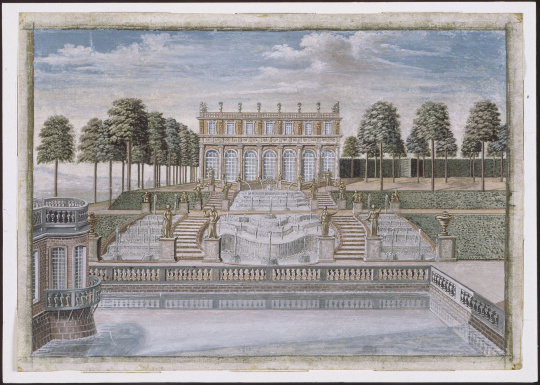
A Lunéville-kertek kaszkádja

Fő jelentéseként a kaszkád kisebb, többnyire mesterséges vízesés vagy zúgó, az ún. vonalas vízarchitektúra-elemek egyike. Gyakori egyes típusú (főként barokk, illetve rokokó) díszkertekben, amelyekben a műzuhatag a csörgedező patakot imitálja. Több, lépcsőzetesen elhelyezett vízmedencét összekapcsolva az átbukókon lezúduló víz egységes vízfüggöny benyomását kelti. Jelentős előnye, hogy párolgó és egyúttal porló víz frissíti és hűti a levegőt.
Legismertebb magyarországi példája a kettős vízlépcső a fertődi Esterházy-kastély déli homlokzata előtt. Ugyancsak kettős vízlépcsőt alakítottak ki Bécsben a Belvedere palota kertjében.

## A fizikában
- Kaszkádgyorsító

## A kémiában
A vegyiparban kaszkádnak az egyszerű műveleti folyamatok sorba kapcsolásával kialakított műveleti egységeket nevezik. Így például az ellenáramú desztillálásnál a tányéros rektifikáló oszlopot állítják össze kaszkád rendszerben.

## Az elektronikában
- Kaszkádkapcsolás

## Közgazdaságban, pszichológiában
- Információs kaszkád